# Amphiura magellanica
Amphiura magellanica är en ormstjärneart som beskrevs av Ljungman 1867. Amphiura magellanica ingår i släktet Amphiura och familjen trådormstjärnor. Inga underarter finns listade i Catalogue of Life.